# Julia von Heinz
Julia Alice von Heinz (Berlino, 3 giugno 1976) è una regista e sceneggiatrice tedesca.

## Biografia
Dopo un apprendistato da progettista presso il canale televisivo Westdeutscher Rundfunk Köln, si è diplomata in media audiovisivi alla Beuth Hochschule für Technik Berlin. Dopo alcuni cortometraggi ha fatto il suo esordio ufficiale nel 2007 con Was am Ende zählt, presentato al 57º Festival di Berlino e successivamente vincitore del Premio Lola al miglior film per bambini. Negli anni successivi ha alternato film d'autore con pellicole di minore impegno.
Nel 2020 il suo film E domani il mondo intero è stato presentato in concorso alla 77ª Mostra internazionale d'arte cinematografica di Venezia e dopo aver ricevuto svariati riconoscimenti è stato selezionato per rappresentare la Germania nella categoria per il miglior film straniero ai premi Oscar 2021.

## Filmografia
- Was am Ende zählt (2007)
- Standesgemäß (documentario, 2009)
- Hanni & Nanni 2 (2011)
- Rosakinder (2012)
- Hannas Reise (2013)
- Ich bin dann mal weg (2015)
- Katharina Luther (2017)
- Tatort: Für immer und dich  (2019)
- E domani il mondo intero (Und morgen die ganze Welt) (2020)
- Isolation  (2021, co-regia con Michele Placido, Olivier Guerpillon, Jaco van Dormael, Michael Winterbottom)
- Treasure (2024)